# Совјетски револуционарни календар
Совјетски револуционарни календар је коришћен у СССР од 1929. до 1940.
Убрзо након Октобарске револуције 1917, Лењин је донео декрет о промени календара у Русији са јулијанског на грегоријански календар. Ова промена је подразумевала прескакање дана од 1. до 13. фебруара 1918.

## Петодневна недеља
Почевши од 1. октобра 1929, експериментално је уведена нова, рационализована верзија календара. По њој ће све недеље имати 5 дана, сви месеци 30 дана, а преосталих пет дана године су уметнути као празници, не припадајући месецима ни недељама. Ти дани су били:
- Лењинов дан после 30. јануара
- Дани рада, два дана после 30. априла
- Дани индустрије, два дана после 7. новембра
- У преступним годинама, преступни дан после 30. фебруара

Укидање седмодневне недеље у корист петодневне је делом била антирелигиозна мера укидања Недеље као хришћанског дана одмора (по чему наликује на Француски револуционарни календар). У петодневној недељи, сви радници су подељени у пет група према бојама (жута, ружичаста, црвена, љубичаста, зелена), свака група је имала сопствени дан одмора, по боји. Намера је била да се побољша индустријска ефикасност избегавањем сталног прекидања радног циклуса услед „општег“ нерадног дана.
Мада су радници по новом систему имали више слободних дана (један од пет дана, уместо један од седам), раздвајање у пет скупина је пореметило породични и друштвени живот, тако да се показало непопуларним. Поред тога, предвиђени добитак у ефикасности услед краће недеље се није показао у стварности.
Изгледа да је током овог периода у Совјетском Савезу и даље коришћен грегоријански календар. Ово је потврђено прегледом датума/надневака у дневнику Правда, званичним новинама Комунистичке партије, у којима је 1930. и 1931. фебруар имао 28 дана.

## Шестодневна недеља
Почевши од 1. децембра 1931, враћен је западни распоред дужина месеци. Петодневна радна недеља замењена 6-дневном недељом ("шестидневка"), са заједничким даном одмора сваког 6-ог, 12-ог, 18-ог, 24-ог и 30-ог у месецу; 31. је био ван недељног циклуса и варирао је између радног и нерадног дана, уместо 30. фебруара. коришћен је 1. март.
У пракси је било тешко елиминисати традицију одмора на дан недеље. Радници су се често одмарали и недељом и новим даном одмора. Стара седмица је на крају враћена јуна 1940.

### Година
Нумерисање година није мењано, али има неких случајева да је година називана „Н-та година социјалистичке револуције“ с почетком 7. новембра 1917, што је видљиво на врху горње слике, или само "... година револуције“, делимично видљиво на доњој слици. Ова фраза се јављала све до 1991. тј. распада СССР.

## Извори оригинала
- Blackburn, Bonnie; and Leofranc Holford-Strevens (1999). The Oxford Companion to the Year. Oxford: Oxford University Press. стр. 688-689. ISBN 978-0-19-214231-3.